# Wilfried Stern
Wilfried Stern (* 5. Mai 1939 in Neustrelitz; † 12. Januar 2020 in Kröpelin) war ein Autor sowie ein früherer Politiker der DDR-Blockpartei National-Demokratische Partei Deutschlands (NDPD).

## Leben
Stern wuchs in Kröpelin auf. Nach dem Schulabschluss begann er 1954 in der väterlichen Werkstatt eine Lehre als Tischler, die er 1957 abschloss. Anschließend erwarb er bis 1959 die Fachschulreife und arbeitete fortan in der Tischlerei des Vaters. Mit 21 Jahren erlangte Stern den Abschluss als Tischlermeister. Nach seinem Grundwehrdienst bei den Grenztruppen der DDR, den er von 1963 bis 1965 leistete, nahm er ein Fernstudium an der Ingenieurschule für Holztechnik in Dresden auf, das er 1970 als Diplomingenieur für Holztechnik abschloss. 1973 übernahm Stern dann den Tischlereibetrieb seines Vaters und war als selbstständiger Handwerksmeister tätig.

## Politik
Er trat 1965 der 1948 in der Sowjetischen Besatzungszone neugegründeten NDPD bei. Dort wurde er Abgeordneter des Kreistages von Bad Doberan und war ab 1981 als Kandidat der Nationalen Front Mitglied der NDPD-Fraktion in der Volkskammer der DDR. Er blieb bis zur Neuwahl der Volkskammer im März 1990 deren Mitglied, nachdem er 1987 in deren Ausschuss für Industrie, Bauwesen und Verkehr der Volkskammer gewählt wurde.

## Schriften (Auswahl)
- Stern von Kröpelin. Ein Leben in vier Systemen. Verlag am Park, Berlin 2013. ISBN 978-3-89793-188-6.
- Das Handwerk im Osten Deutschlands 1945–1990. Verlag am Park, Berlin [ca. 2017]. ISBN 978-3-947094-01-1.
- De Klockenschauster, de Perpendikel und ne gewisse Unruh in Kröpelin. BS-Verlag-Rostock, Admannshagen-Bargeshagen [ca. 2018]. ISBN 978-3-86785-456-6.
- De Klockenschauster und andere Vertellers aus dem alten Kröpelin. BS-Verlag-Rostock, Admannshagen-Bargeshagen [ca. 2018]. ISBN 978-3-86785-428-3.